# Eustachy Daszkiewicz
Eustachy Daszkiewicz herbu Leliwa III, właściwie Ostafij Daszkiewicz (ur. ok. 1455, zm. 1535 w Owruczu) – polski szlachcic, hetman kozaków zaporoskich, starosta kaniowski, krzyczewski i czerkaski.

## Życiorys
Pochodził z zamożnej rodziny bojarskiej. W czasie wojny litewsko-moskiewskiej 1500-1503 jako wojewoda króla Polski Aleksandra Jagiellończyka, wraz z księciem Michałem Izasławskim poniósł 4 listopada 1501 klęskę w bitwie pod Mścisławiem. Oskarżony o nadużycia finansowe, schronił się w Wielkim Księstwie Moskiewskim. W 1505 powrócił do kraju i oczyścił się z zarzutów na Sejmie litewskim w Brześciu.
W czasie wojny litewsko-moskiewskiej 1507-1508 dostał się do moskiewskiej niewoli. Wysłany przez Rosjan na pomoc powstańcom białoruskim Michała Glińskiego. Zygmunt I Stary przywrócił go do łask.
W czasie wojny litewsko-moskiewskiej 1512-1522, w czerwcu 1513, wraz z namiestnikiem kijowskim Jerzym Radziwiłłem spustoszył Siewierszczyznę i rozbił 6. tysięczną armię moskiewską. W 1515 wraz z Andrzejem Niemirowiczem ponowił uderzenie na ziemie siewierskie. W 1518 rozbił oddział Tatarów krymskich, który wtargnął na Wołyń.
W lipcu 1521 wyprawił się wraz z Tatarami krymskimi chana Mehmeda I Gireja na Moskwę. Po rozbiciu wojsk moskiewskich nad Oką oddziałom tym udało się podejść pod mury stolicy państwa moskiewskiego. Wielki książę Wasyl III zmuszony został do zapłacenia haraczu. Wiosną 1522 udał się w poselstwie na Krym, wioząc chanowi okup wysokości 15 000 złp., by powstrzymał się od najazdu na ziemie polsko-litewskie. Wiosną 1523, w czasie zamętu, spowodowanego napadem Ordy Nogajskiej na chanat krymski, dokonał na czele kozaków śmiałego wypadu na Oczaków i Perekop. Spowodowało to wyprawę odwetową Turków i Tatarów, która doszła pod Rohatyn, a w roku następnym aż po Bug i San.
27 stycznia 1527 wraz z hetmanem wielkim litewskim Konstantym Ostrogskim odniósł wielkie zwycięstwo nad Tatarami, w bitwie pod Olszanicą, gdzie poległo 40 000 Tatarów i uwolniono 80 000 jasyru. W listopadzie 1528 wraz z Przecławem Lanckorońskim w 1200 jazdy zaatakował Oczaków i Akerman. Zagarnął wówczas 30 000 sztuk bydła i 500 koni. W 1531 wytrzymał w Czerkasach oblężenie Tatarów Saadeta I Gireja.
W czasie wojny litewsko-moskiewskiej 1534-1537 z posiłkami tatarskimi spustoszył Siewierszczyznę, wyciął 3000 żołnierzy moskiewskich i zagarnął dużą liczbę bydła.
Siostra Eustachego Daszkiewicza, Miłochna, wyszła za mąż za Andrzeja Niemirowicza, wojewodę kijowskiego, hetmana polnego litewskiego. Ich córka, Bohdana Niemirowicz (Niemirówna), została jedyną spadkobierczynią Eustachego.